# 接続形式
接続形式（せつぞくけいしき、connection form）は、数学、特に微分幾何学における概念の1つで、微分形式や動標構（moving frame）のことばを使うことにより、接続のデータを構成する方法である。

## 概要
歴史的には、接続形式はエリ・カルタン(Élie Cartan)により20世紀の前半に導入された。これは彼の動標構の方法の一部であり、彼の主要な動機であった。接続形式は標構(frame)（座標系）の選択に依存するので、テンソル的な対象ではない。接続形式の様々な一般化や再解釈がカルタンの一連の初期の仕事で定式化された。特に、主バンドル上の接続は、テンソル的な対象として接続形式の自然な再解釈を持っている。他方、接続形式は抽象的な主バンドル上というよりは、むしろ微分可能多様体(differentiable manifold)上に定義された微分形式であるという利点を持っている。従って、テンソル性がないにもかかわらず、それらの計算の実行が比較的容易なため、接続形式は使われ続けている。Griffiths & Harris (1978) Wells (1980) Spivak (1999) また、物理学でも、接続形式はゲージ共変性(gauge covariant derivative)を通して、ゲージ理論の脈絡で広く使われている。
接続形式は、微分形式の行列のなすベクトルバンドルの各々の基底に結びついている。接続形式は、基底変換でレヴィ・チヴィタ接続のクリストッフェル記号と同一な方法で、変換写像(transition functions)の外微分である変換をする。接続形式の主なテンソル的な不変量は、接続形式の曲率形式である。接バンドルとベクトルバンドルを同一視する標準 1-形式(solder form)があるときは、別の不変量があり、捩率形式と言われる。多くの場合、接続形式は、ベクトルバンドルに構造群がリー群であるファイバーバンドルの構造を付加したものと考えられる。

## ベクトルバンドル

### 準備

#### ベクトルバンドル上の標構
E を微分可能多様体 M 上の次元 k のファイバーバンドルとする。E の局所標構(local frame)とは、E の局所切断の順序付けられた基底を言う。
e=(eα)α=1,2,...,k を E の局所標構とする。この標構は E の局所的な任意の切断を表現することに使われる。ξ を標構 e と同じ開集合の上に定義された局所切断をすると、
{\displaystyle \xi =\sum _{\alpha =1}^{k}e_{\alpha }\xi ^{\alpha }(\mathbf {e} )}
となる。ここに ξα(e) は標構 e の中の ξ の成分 を表すとする。行列の方程式としては、このことは、
{\displaystyle \xi ={\mathbf {e} }{\begin{bmatrix}\xi ^{1}(\mathbf {e} )\\\xi ^{2}(\mathbf {e} )\\\vdots \\\xi ^{k}(\mathbf {e} )\end{bmatrix}}={\mathbf {e} }\,\xi (\mathbf {e} )}
となっていることを意味する。

#### 外積接続
E の接続は、一種の微分作用素
{\displaystyle D:\Gamma (E)\rightarrow \Gamma (E\otimes \Omega ^{1}M)}
である。ここに Γ はベクトルバンドルの局所切断の層を表し、Ω1M は M の微分 1-形式のバンドルである。D を接続とするためには、正しく外微分と結合する必要がある。特に、v が E の局所切断であり、f が滑らかな函数であるとすると、
{\displaystyle D(fv)=v\otimes (df)+fDv}
となる。ここに df は f の外微分である。
D の定義を任意のE に値を持つ微分形式(E-valued forms)へ、従って、これを微分作用素の外積代数全体をもつ E のテンソル積の上の微分作用素とみなすよう拡張すると便利である。この整合性を持つ外積接続 D に対して、D の一意の拡張が存在して、
{\displaystyle D(v\wedge \alpha )=(Dv)\wedge \alpha +(-1)^{{\text{deg}}\,v}v\wedge d\alpha }
であるような
{\displaystyle D:\Gamma (E\otimes \Omega ^{*}M)\rightarrow \Gamma (E\otimes \Omega ^{*}M)}
成り立つ。ここに v は 次数  deg v の同次式である。言い換えると、D は次数付き加群 Γ(E ⊗ Ω*M) の層の上の微分(derivation)である。

### 接続形式
接続形式は、特別な標構 e に対し外積接続を適用したときに起きる。接続形式とは、外積接続を eα に適用すると、一意に決まる M 上の1-形式の k × k 行列 (ωαβ) であり、
{\displaystyle De_{\alpha }=\sum _{\beta =1}^{k}e_{\beta }\otimes \omega _{\alpha }^{\beta }}
となる。ξ = Σα eαξαを仮定すると、接続形式のことばで、任意の E の切断の外積接続を表現することができる。すると、
{\displaystyle D\xi =\sum _{\alpha =1}^{k}D(e_{\alpha }\xi ^{\alpha }(\mathbf {e} ))=\sum _{\alpha =1}^{k}e_{\alpha }\otimes d\xi ^{\alpha }(\mathbf {e} )+\sum _{\alpha =1}^{k}\sum _{\beta =1}^{k}e_{\beta }\otimes \omega _{\alpha }^{\beta }\xi ^{\alpha }(\mathbf {e} ).}
となる。
両辺の成分をとると、
{\displaystyle D\xi (\mathbf {e} )=d\xi (\mathbf {e} )+\omega \xi (\mathbf {e} )=(d+\omega )\xi (\mathbf {e} )}
となる。ここで、d と ω はそれぞれ、外微分と1-形式の行列であり、ξ の成分に対して作用する。逆に、1-形式のぎ行列 ω は、切断 e の基底が定義された開集合の上の局所切断を完全決定するためには、もともと十分である。

#### 標構の変更
適切な大域的な対象へ ω を拡張するためには、E の切断の規定が異なった場合、どのように振舞うかを見ている必要がある。e の選択に依存することを、ωαβ = ωαβ(e) と表すことにする。
e′ を局所規定の別の選択とすると、函数 g の可逆な k × k 行列が存在し、
{\displaystyle {\mathbf {e} }'={\mathbf {e} }\,g,\quad {\text{i.e., }}\,e'_{\alpha }=\sum _{\beta }e_{\beta }g_{\alpha }^{\beta }.}
となる。両辺に外積接続を適用すると、ω の変換法則は、
{\displaystyle \omega (\mathbf {e} \,g)=g^{-1}dg+g^{-1}\omega (\mathbf {e} )g}
となる。特に、ω は、テンソル的な方法での変換はうまくいかない。ある規定から別な規定を選択するときの規則が転換行列 g の部分を含むからである。

#### 大域的接続形式
{Up} を M の開被覆、各々の Up が E の自明化 ep を持っているとすると、オーバーラップした領域で局所接続形式の間に貼り合わせるデータを使い大域的な接続形式を定義することができる。詳しくは、M の接続形式は、次の整合性条件を満たす各々の Up 上に定義された 1-形式の行列 ω(ep) の系である。
{\displaystyle \omega (\mathbf {e} _{q})=(\mathbf {e} _{p}^{-1}\mathbf {e} _{q})^{-1}d(\mathbf {e} _{p}^{-1}\mathbf {e} _{q})+(\mathbf {e} _{p}^{-1}\mathbf {e} _{q})^{-1}\omega (\mathbf {e} _{p})(\mathbf {e} _{p}^{-1}\mathbf {e} _{q}).}
特に、E の切断を抽象的に E ⊗ Ω1M とみなすと、この整合性条件は、E の切断の外積接続を定義することに使う基底の選択には依存しない。

### 曲率
E の接続形式の曲率 2-形式(curvature two-form)は、
{\displaystyle \Omega (\mathbf {e} )=d\omega (\mathbf {e} )+\omega (\mathbf {e} )\wedge \omega (\mathbf {e} ).}
により定義される。接続形式とは異なり、曲率は標構の変換に対しテンソル的に振舞うことが、ポアンカレの補題を使うことにより確認することができる。特に、e → eg が標構の変更である場合、曲率 2-形式は、
{\displaystyle \Omega (\mathbf {e} \,g)=g^{-1}\Omega (\mathbf {e} )g}
により変換される。この変換法則は次のようにも解釈される。e* を標構 e の双対基底とすると、2-形式
{\displaystyle \Omega ={\mathbf {e} }\Omega (\mathbf {e} ){\mathbf {e} }^{*}}
は、標構の選択とは独立である。特に、Ω は自己準同型環に値を持つ M 上のベクトル値 2-形式である。記号としては、
{\displaystyle \Omega \in \Gamma (\Omega ^{2}M\otimes {\text{Hom}}(E,E))}
となる。
外積接続 D のことばでは、v ∈ E に対し曲率準同型は、
{\displaystyle \Omega (v)=D(Dv)=D^{2}v\,}
で与えられる。従って、曲率は、（ド・ラームコホモロジーの意味で、）次の系列が鎖複体となることに失敗する度合いを測ることとなる。
{\displaystyle \Gamma (E)\ {\stackrel {D}{\to }}\ \Gamma (E\otimes \Omega ^{1}M)\ {\stackrel {D}{\to }}\ \Gamma (E\otimes \Omega ^{2}M)\ {\stackrel {D}{\to }}\ \dots \ {\stackrel {D}{\to }}\ \Gamma (E\otimes \Omega ^{n}(M)).}

### 接合(Soldering)と捩れ(torsion)
E のファイバーの次元 k が多様体 M の次元に等しいとする。この場合、ベクトルバンドル E は、標準 1-形式(solder form)と呼ばれる接続の傍らに別なデータを持っていることがある。標準一次形式とは、大域的にベクトルに値を持つ 1-形式(vector-valued one-form) θ ∈ Γ(Ω1(M,E)) が定義され、写像
{\displaystyle \theta _{x}:T_{x}M\rightarrow E_{x}}
が全ての x ∈ M について線型同値となっていることを言う。標準 1-形式が与えられると、（外積接続のことばで、）接続の捩れを
{\displaystyle \Theta =D\theta .\,}
として定義することができる。捩れ Θ は M 上の E に値を持つ 2-形式である。
標準 1-形式(solder form)とこれに付帯する捩れは両方とも、E の局所標構のことばで記述することができる。θ が標準 1-形式(solder form)であれば、標構の成分として
{\displaystyle \theta =\sum _{i}\theta ^{i}(\mathbf {e} )e_{i}.}
と分解できる。従って、捩れの成分は、
{\displaystyle \Theta ^{i}(\mathbf {e} )=d\theta ^{i}(\mathbf {e} )+\sum _{j}\omega _{j}^{i}(\mathbf {e} )\wedge \theta ^{j}(\mathbf {e} )}
である。曲率に非常に似ていて、標構の変換の下にΘ が共変テンソル(contravariant tensor)として振舞うことを示せる。
{\displaystyle \Theta ^{i}(\mathbf {e} \,g)=\sum _{j}g_{j}^{i}\Theta ^{j}(\mathbf {e} ).}
標構独立な捩れは標構から記述し直すこともできる。
{\displaystyle \Theta =\sum _{i}e_{i}\Theta ^{i}(\mathbf {e} ).}

### 例：レヴィ・チヴィタ接続
例として、M にはリーマン計量が入っているとして、M の接バンドル上のレヴィ・チヴィタ接続を考える。 接バンドル上の局所標構は、M の開集合上に定義されたどの点でも線型独立なベクトル場 e = (ei | i = 1,2,...,n=dim M) の順序づけられた基底である。クリストッフェル記号は、
{\displaystyle \nabla _{e_{i}}e_{j}=\sum _{k=1}^{n}\Gamma _{ij}^{k}(\mathbf {e} )e_{k}.}
により、レヴィ・チヴィタ接続を定義する。θ = (θi | i=1,2,...,n) を θi(ej) = δij (クロネッカーのデルタ)) である余接バンドルの双対基底を表すとすると、接続形式は、
{\displaystyle \omega _{i}^{j}(\mathbf {e} )=\sum _{k}\Gamma _{ki}^{j}(\mathbf {e} )\theta ^{k}}
となる。
接続形式のことばでは、ベクトル場 v = Σieivi の外積接続は、
{\displaystyle Dv=\sum _{k}e_{k}\otimes (dv^{k})+\sum _{j,k}e_{k}\otimes \omega _{j}^{k}(\mathbf {e} )v^{j}}
により与えられる。通常は、この式から ei を取り出して次の式のようにレヴィ・チヴィタ接続として書き直す。
{\displaystyle \nabla _{e_{i}}v=\langle Dv,e_{i}\rangle =\sum _{k}e_{k}\left(\nabla _{e_{i}}v^{k}+\Sigma _{j}\Gamma _{ij}^{k}(\mathbf {e} )v^{j}\right).}

#### 曲率
レヴィ・チヴィタ接続の曲率 2-形式は、
{\displaystyle \Omega _{i}^{j}(\mathbf {e} )=d\omega _{i}^{j}(\mathbf {e} )+\sum _{k}\omega _{k}^{j}(\mathbf {e} )\wedge \omega _{i}^{k}(\mathbf {e} )}
により与えられる行列 (Ωij) である。簡単のために、標構 e はホロノミック(holonomic)、つまり dθi=0 とする。 インデックスについて繰り返してアインシュタインの縮約記法を適用すると
{\displaystyle {\begin{array}{ll}\Omega _{i}^{j}&=d(\Gamma _{qi}^{j}\theta ^{q})+(\Gamma _{pk}^{j}\theta ^{p})\wedge (\Gamma _{qi}^{k}\theta ^{q})\\&\\&=\theta ^{p}\wedge \theta ^{q}\left(\partial _{p}\Gamma _{qi}^{j}+\Gamma _{pk}^{j}\Gamma _{qi}^{k})\right)\\&\\&={\tfrac {1}{2}}\theta ^{p}\wedge \theta ^{q}R_{pqi}{}^{j}\end{array}}}
を得る。ここに R はリーマン曲率テンソルである。

#### 捩れ
レヴィ・チヴィタ接続は、捩れのない接ベクトルバンドルの中の一意に決まる計量接続(metric connection)として特徴づけられる。捩れを記述するために、ベクトルバンドル E が接バンドルであることに注意する。E は標準接合形式（標準 1-形式と呼ばれることもある）をもっていて、接空間の自己同型に対応する Hom(TM,TM) = T*M ⊗ TM の切断 θ である。標構 e の中では、標準 1-形式(solder form)は θ = Σi ei ⊗ θi である。繰り返しではあるが、θi は双対基底である。
接続の捩れは Θ = Dθ であり、
{\displaystyle \Theta ^{i}(\mathbf {e} )=d\theta ^{i}+\sum _{j}\omega _{j}^{i}(\mathbf {e} )\wedge \theta ^{j}}
により標準 1-形式(solder form)の標構成分の項で表現される。再び簡単のために、e をホロノミックとすると、この表現は
{\displaystyle \Theta ^{i}=\Gamma _{kj}^{i}\theta ^{k}\wedge \theta ^{j}},
となる。この式がゼロとなることと、Γikj が小さなインデックスで対称的であることとは同値である。

## 構造群
E が構造群(structure group)を持っている場合は、接続形式のタイプをさらに特定することができる。これは E の標構 e の特定したクラスを考えると、リー群 G と関連付けられる。例えば、E に計量(metric)があると、各々の点で標構を正規直交基底として機能させることができる。すると構造群は、標構の正規直交性を満たすので、直交群(orthogonal group)となる。別な例を以下に示す。
- 前のセクションで考えた通常の標構は、k を E のファイバーの次元とすると、構造群 GL(k) を持っている。
- 複素多様体（概複素多様体でもよい）の正則接バンドル。[6] ここの構造群は GLn(C) ⊂ GL2n(R) である。[7] エルミート計量が与えられている場合には、構造群はユニタリ標構の上の作用するユニタリ群へ簡約する。[8]
- スピン構造を持つ多様体上のスピノル。標構は、スピン空間上の不変内積に関してユニタリであり、群はスピン群へ簡約される。
- CR多様体上の正則接バンドル。[9]

一般に、E をファイバー次元が k であるベクトルバンドルとし、G ⊂ GL(k) を Rk の一般線型群のリー部分群とする。(eα) を E の局所標構とすると、行列に値を持つ函数 (gij): M → G は、eα の上に作用し、新しい標構
{\displaystyle e_{\alpha }'=\sum _{\beta }e_{\beta }g_{\alpha }^{\beta }}
を生成する。2つのそのような標構は、G-バンドルの構造を持つ。非公式には、互いに局所的に G に関係している全てのファイバーを持つような標構のクラスを選んだとき、ベクトルバンドル E は G-バンドルの構造を持つという。公式な言い方をすると、E は構造群 G を持つファイバーバンドルであり、構造群の典型的なファイバーは、その上に GL(k) の部分群として自然な G の作用を持つ Rk である。

### 整合性を持った接続
接続は、ある G-標構から他の G-標構へ常に写像するような（G-バンドルに）付帯する平行移動により与えられる E の G-バンドルの構造（群）と整合性(compatible)を持っている。形式的には、曲線 γ に沿って、行列 gαβ（t に依存するかもしれないが）について、次の式が局所的に（つまり、t の充分小さな値で）保たれねばならない。
{\displaystyle \Gamma (\gamma )_{0}^{t}e_{\alpha }(\gamma (0))=\sum _{\beta }e_{\beta }(\gamma (t))g_{\alpha }^{\beta }(t)}
t=0 での変分すると、
{\displaystyle \nabla _{{\dot {\gamma }}(0)}e_{\alpha }=\sum _{\beta }e_{\beta }\omega _{\alpha }^{\beta }({\dot {\gamma }}(0))}
であることが分かる。ここに係数 ωαβ はリ―群 G のリー代数 g である。
この観察から、
{\displaystyle De_{\alpha }=\sum _{\beta }e_{\beta }\otimes \omega _{\alpha }^{\beta }(\mathbf {e} )}
により定義される接続形式 ωαβ は、1-形式の行列 ωαβ(e) が g に値を持つとき、構造（群）G と整合性を持っているという。
さらに、整合性を持つ接続の接続形式は、g に値を持つ 2-形式である。

### 標構の変換
g が M の開集合の上で定義された G に値を持つ函数であるとき、標構の変換
{\displaystyle e_{\alpha }'=\sum _{\beta }e_{\beta }g_{\alpha }^{\beta }}
に対し、接続形式は、
{\displaystyle \omega _{\alpha }^{\beta }(\mathbf {e} \cdot g)=(g^{-1})_{\gamma }^{\beta }dg_{\alpha }^{\gamma }+(g^{-1})_{\gamma }^{\beta }\omega _{\delta }^{\gamma }(\mathbf {e} )g_{\alpha }^{\delta }}
を通して変換される。もしくは、行列の積
{\displaystyle \omega ({\mathbf {e} }\cdot g)=g^{-1}dg+g^{-1}\omega g}
を使い変換される。これらの項を解釈するために、g : M → G は G に値を持つ（局所的に定義された）函数であることを思い起こして、このことを頭に置いておくと、
{\displaystyle \omega ({\mathbf {e} }\cdot g)=g^{*}\omega _{\mathfrak {g}}+{\text{Ad}}_{g^{-1}}\omega (\mathbf {e} )}
であることが分かる。ここに ωg は 群 G のモーレー・カルタンの微分形式である。これは函数 g に沿った M への引き戻し(pulled back)であり、Ad はリー代数上の G の随伴表現である。

## 主バンドル
今まで紹介したように、接続形式は標構の特定の選択に依存する。第一の定義の中では、標構は単に切断の局所的な基底である。各々の標構に対する接続形式は、一つの標構から別の標構へ移行する変換法則によって与えられる。第二の定義の中では、標構自体がリー群によって与えられる付加的な構造をもっていて、標構の変換はこの（付加的な構造の中に）値を取らねばならないという制約を受ける。チャールズ・エーレスマン(Charles Ehresmann)により1940年代に開拓された主バンドルのことばで、これらの多くの接続形式と、単一の本質的な形式へ接続形式を単一の変換規則により変換する方法を提供した。しかしこのアプローチの欠点は、形式がもはや多様体の上では定義することができず、より大きな主バンドルの上でしか定義できないことである。

### 接続形式のための主バンドル
E → M を構造群 G をもつベクトルバンドルとしよう。M の開被覆 {U} の上で各々の U の上では G-標構に沿っている標構を 、eU よって表すとする。オーバーラップする開集合の交叉　U ∩ V 上で定義された G に値を持つ函数は、ある G に値を持つ函数 hUV に対して、
{\displaystyle {\mathbf {e} }_{V}={\mathbf {e} }_{U}\cdot h_{UV}}
によって、開集合の交叉が関連付けられる。
FGE を M の各々の点上に取られたすべての G 標構の集合とする。これは M 上の主 G-バンドルである。詳しくは、G 標構は全て G に関連しているという事実を使い、FGE を
{\displaystyle F_{G}E=\left.\coprod _{U}U\times G\right/\sim }
として、開被覆の集合の間を貼り合わせることが可能である。ここに、同値関係 {\displaystyle \sim } は、
{\displaystyle ((x,g_{U})\in U\times G)\sim ((x,g_{V})\in V\times G)\iff {\mathbf {e} }_{V}={\mathbf {e} }_{U}\cdot h_{UV}{\text{ and }}g_{U}=h_{UV}^{-1}(x)g_{V}}
として定義される。
FGE 上で、主 G-バンドルを、各々の積 U × G の上の g-に値を持つ 1-形式はオーバーラップする領域の上での同値関係とみなすと定義する。最初に、
{\displaystyle \pi _{1}:U\times G\to U,\quad \pi _{2}:U\times G\to G}
を射影写像とする。ここで点 (x,g) ∈ U × G に対して、
{\displaystyle \omega _{(x,g)}=Ad_{g^{-1}}\pi _{1}^{*}\omega (\mathbf {e} _{U})+\pi _{2}^{*}\omega _{\mathbf {g} }}
とおく。このようにして構成された 1-形式 ω は、オーバーラップした集合の間の変換とみなせ、従って、主バンドル FGE 上に大域的に定義された 1-形式を与えるとみなせる。ω は、FGE へ右から作用する G を生成する生成子を再現し、G の随伴表現を持った T(FGE) 上の右からの作用とは同変的に作用するという意味で、主接続である。

### 主接続に付随する接続形式
逆に、主バンドル G-バンドル P→M の中の G-接続 ω は、M 上の接続形式の集まりより構成できる。e : M → P を P の局所切断とすると、e に沿った引き戻し ω は、M 上の g に値を持つ 1-形式
{\displaystyle \omega ({\mathbf {e} })={\mathbf {e} }^{*}\omega .}
である。G に値を持つ函数 g により標構を変えると、ω(e) はライプニッツ規則と次の随伴関係を使うことにより、求めている接続形式の方法で変換する。
{\displaystyle \langle X,({\mathbf {e} }\cdot g)^{*}\omega \rangle =\langle [d(\mathbf {e} \cdot g)](X),\omega \rangle .}
ここに X は M 上のベクトルであり、d はプッシュフォワード(pushforward)を表す。